# ライリーアンドスコット・Mk III
ライリーアンドスコット・Mk III（マーク III）は、ライリーアンドスコットの、ボブ・ライリー、ビル・ライリー、マーク・スコットによって開発された、スポーツプロトタイプカーである。当初1993年に設計されたこの車は、IMSA GT選手権の1994年シーズンにデビュー予定だったワールドスポーツカー（WSC）カテゴリ用に製作された。最初のMkIIIが完成したのは1995年だったが、さらなるマシンの製造により、様々なチームがル・マン24時間レースを含む、北米およびヨーロッパのレースシリーズで参戦することができた。
1999年、ライリーアンドスコットは、いくつかのシリーズで使用されている、新たなル・マン・プロトタイプ（LMP）規定に適応するために、MkIIIの設計を進化させた。Mark IIIシリーズCとして知られている新しい第3のデザインは、他のプログラムに移行する前に同社が開発した最終的なバリエーションとして2001年にデビューした。いくつかのプライベートチームは、自分たちのニーズに合うように車のパフォーマンスを向上させるために、MkIIIに独自の変更を加えた。
オリジナルのMkIIIは、2002年末まで、北米とヨーロッパの両方のレースで47の総合優勝を積み上げ、IMSA GT選手権、米国ロードレーシングチャンピオンシップ、ロレックス・スポーツカー・シリーズ、アメリカン・ル・マン・シリーズのチャンピオンシップで使用された。Mk III Cは、勝利を収めることはできなかったが、2005年までレースで使用された。

## 開発の歴史
1993年、ビルライリーは、国際モータースポーツ協会（IMSA）のワールド・スポーツカー（WSC）規定を満たす、スポーツプロトタイプの設計に関する初期作業を開始した。IMSA GT選手権で1993年に発表され、1994年シーズンにデビューする予定の新しい規定では、IMSA GT選手権で使用されていた高価なクローズドコックピットのGTPクラスに代わる、低コストのオープンコックピットプロトタイプカーになる。トランザム・シリーズですでに経験豊富なコンストラクターであるライリーアンドスコットは、スポーツプロトタイプカテゴリーに参入しようとしていた。
Mk IIIは、リアウイングマウントに流れ込む先細の後部サイドポッドを備えたデザインを特徴としていた。これにより、後輪の周りに大量の空きスペースが開かれ、シャーシの床の大部分が露出した。冷却用のラジエーターはすべて、車の前部の傾斜したノーズの下に配置されていた。しかし、このデザインへの関心は低く、ライリーアンドスコットは1994年シーズンに向けて車を製造しなかった。その年、ダイソン・レーシングは、チームのWSCカーであるフェラーリエンジンを搭載した、スパイス・DR3の改良を支援するために、ライリー＆スコットと契約した。マシンの改善を完了した後、ボブとビル・ライリーはダイソンの経験からの新たな知識を持ってMkIIIの設計に戻った。Mk IIIを再設計した後、ライリーとスコットはダイソンレーシングに、1995年シーズンに向けてスパイス・フェラーリを2台の新型、MkIIIに置き換えるよう説得することができた。
ビルライリーの再設計したMkIIIは、その設計がよりシンプルであり、カスタマーにより多くの変化と低コストを可能にした。元のデザインの極端なエアロダイナミクスは無くなったが、車は勝利を競うのに十分な速さがあると考えられた。最初の車の再設計と最終的な製造は、わずか4か月だった。シャーシは、カーボンファイバー製パネルを備えた鋼管パイプフレームが特徴だった。コックピットの後ろにあるエンジンベイは、さまざまな自然吸気エンジン、主にIMSA GTのプライベーターのフォード、シボレー、オールズモビルのV8エンジンが収まる大きさに設計されている。全ての車は5速トランスミッションを使用していた。サスペンションは、プッシュロッドで取り付けられたコイルスプリングを備えた、ダブルウィッシュボーンで構成されていた。パワーステアリングシステムもMkIIIの標準の一部だった。
Mk IIIの再設計されたカーボンファイバーとケブラーのボディワークは、航空機設計者のジョン・ロンチによって開発された。ジョンロンチは、数値流体力学を使用して新車の空気力学を改良する際にボブライリーを支援した。最終的な空力試験は、ロッキードの風洞で実施された。最終的なMkIIIのノーズは、1993年の元のデザインモデルと非常によく似ており、車の前部から伸びるスプリッターに向かって下向きに傾斜したノーズが特徴。中央では、広い吸気口により、機首の下に平らに取り付けられたラジエーターに空気を入れることができた。ラジエーターからの空気は、機首上部コックピット前の2つの開口部から排出された。これらの排出口の間に、チームはナイトレース用に追加のヘッドライトを取り付けるオプションがあった。ラジエーターインテークの両側に円形ダクトを配置し、フロントブレーキに空気を送って冷却できるようにした。前輪の後ろでは、ボディワークは比較的正方形で平らになり、サイドポッドが横に入っていた。ルールで義務付けられたワイドなロールバーがコックピットの後ろに配置された。ロールバーの下に配置されたのは、エンジンエアボックスへのアーチ型の吸気口。
サイドポッドは、チームがサーキットやコンディションに応じて冷却と空力を調整できるように、いくつかの四角い穴が作られた。チームが効果的に穴を開閉するさまざまな形状とサイズでボディワークで埋めることができる。車の後部では、車体は後輪のすぐ後ろで終わり、リアウイングだけが車体の端を越えて配置された。全体として、Mk IIIの空力はドラッグが低くなるように設計されているが、それでも大量のダウンフォースを発生した。
合計で17台のライリーアンドスコット・MkIIIが1995年から1998年まで製造され 、エンジンなしのシャーシ価格は約285,000ドルだった。1999年、ライリーアンドスコットはMkIIIのシリーズ2を製作し、MkIIIの開発を続けた。これらの車には小変更が加えられ、さらに4台のシャーシがこの仕様に合わせて製造された。MkIIIの競争力を維持することを望んでいるいくつかのチームも、シリーズ2仕様に車をアップグレードした。

### Mk III C
ライリーアンドスコットは、1999年シーズン中にMk IIIの開発を終了した。これは、ゼネラルモーターズ（GM）から、キャデラックブランドのル・マン・プロトタイプの製造を請け負ったことも一因である。完成したキャデラック・ノーススター LMPは、Mk IIIのデザインとレイアウトの要素を流用した。しかしキャデラックには、Mk IIIの複合モノコックに代わってカーボンファイバーモノコック、コックピットの全幅ではなく運転席のみのロールバー、ノーズを下げるためのラジエーターの再配置など、最新の機能が含まれた。進化したライリーアンドスコット製のノーススターLMPが2001年に登場したが、2002年はマシン製造を請け負わなかった。
2001年シーズンのノーススターLMPが完成すると、ライリーアンドスコットは、ほぼ2シーズン、大幅なアップグレードを行わなくても勝利を収めているMkIIIに再び戻った。ライリーアンドスコットは、6年前のデザインを進化させるのではなく、ゼロから始めてMk IIIのシンプルなデザインを継続する新車を開発することを選択したが、ライリーアンドスコットがノーススター LMPで使用した、いくつかの発展型を使用した。
最も基本的なMkIIIシリーズCは、レイアウトの点でMkIIIとほぼ同じ。フロントの傾斜したノーズには、フロントスプリッターの上の吸気口からラジエーターに空気を供給し、コックピットのすぐ前のボディワークの上部から排出される。サイドポッドはまっすぐで平らで、冷却と空力のさまざまな交換パネルを備えていた。エアインテークはコックピットの後ろと上に取り付けられ、複数の自然吸気エンジン設計を受け入れることができるエンジンベイを備えた。また、ノーススターLMPで使用されていた、オールカーボンモノコックではなく、鋼管パイプフレームとカーボンファイバーシャーシの使用もMkIIIと共有された。
Mk III Cの設計でMk IIIからのいくつかの注目すべき変更は、コックピットとノーズの領域に集中していた。Mk IIIにはコックピットの全幅を走るロールバーがあったが、Mk III CはノーススターLMPのロールバーデザインに設計された。この標準ロールバーは運転席のすぐ後ろに配置され、エンジンのエアインテークと統合したが、ロレックス・スポーツカー・シリーズで必要なオプションのロールフープエクステンションが提供された。ドライバーのすぐ前にウインドシールドが追加されたため、コックピットの前部も再設計された。
Mk III Cのノーズは、MkIIIよりも丸みを帯びていた。フロントフェンダーは正方形ではなく、フロントに伸びるにつれて先細りになった。ヘッドライトも再設計され、以前の2つではなく4つにライトが追加された。ラジエーターの出口もノーズの全幅を走るように設計されていたが、開口部はMkIIIよりもスリムになった。新たに追加されたのは、コックピットの両側に配置されたダクトで、フロントディフューザーからの空気が上向きにボディワークの上部に出るように設計されていた。車体は、フェンダーを除いて、Mk III Cでも低かった。
メカニカル的には、Mk III Cのトランスミッションは大きく改善された。エクストラック製の6速ギアになり、以前の5速から代わった。このギアボックスは、従来のギアスティックではなく、ステアリングホイールの後ろのパドルシフトによって作動する、空気圧作動式ギアチェンジシステムのオプションによってさらに強化された。
合計5台のMk III Cがライリーアンドスコットによって製造されたが、レースで使用されたのは4台だけだった。AutoconMotorsportsのMkIII C、シャーシ＃01-002は、2005年末に引退するまで使用されていた最後のマシンだった。

## レース戦績

### 1995 – 1997

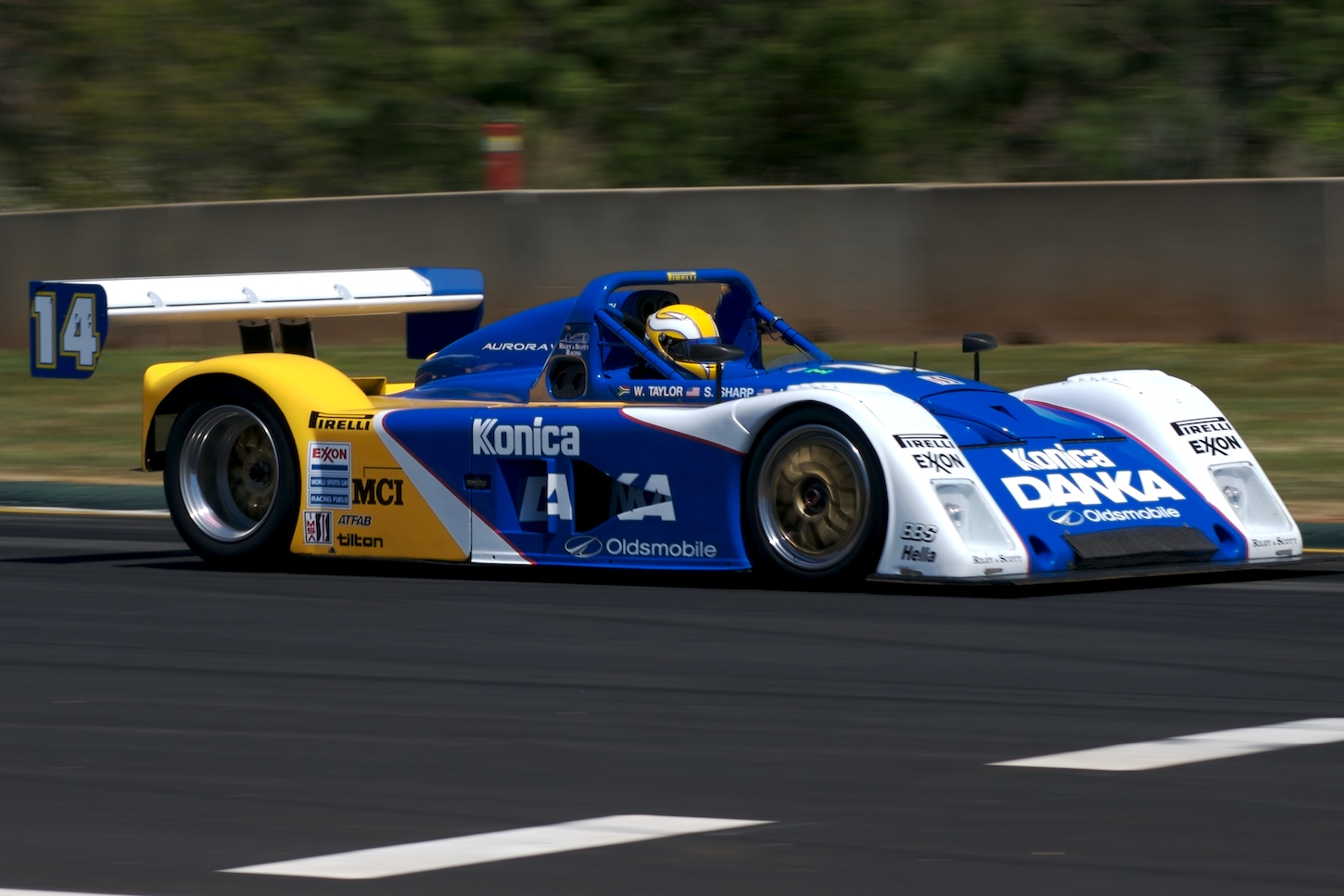
1996年 ドイルレーシングが使用したMkIII-オールズモビル

1995年1月初旬、ダイソン・レーシングの最初のMk IIIは、その月の後半のデイトナ24時間レースのテストでデイトナ・インターナショナル・スピードウェイで最初の周回を行った。チームは、フェラーリ・333SPのトリオに次ぐ4番目に速いタイムを記録したが、2台の新型TWR-ポルシェ・WSC-95を上回った。レースでは、ロブ・ダイソン、ジェームズ・ウィーバー、スコット・シャープ、ブッチ・ライツィンガーが予選6位になった。しかしフォードエンジンはわずか11周で故障したため、リタイヤした。3月、チームはセブリング12時間レースに出場し、5位のスタートポジションで予選記録を改善した。Mk IIIはこの耐久レースを完走し、37位だった。
ダイソンの2台目のMkIII-フォードは4月にアトランタの前に完成したが、ジェームズウィーバーが優勝を収めた最初のシャーシであり、ライリーアンドスコットは3戦目のIMSA GTでコンストラクターとして最初の勝利を収めた。チームの2台目のシャーシがワトキンズグレン、シアーズポイント、モスポートで3戦連続で優勝し、モスポートでMk III初のポールポジションを獲得した。ダイソンレーシングはニューオーリンズで1位と2位でフィニッシュし、MkIIIのデビューシーズンを終えた。ジェームスウィーバーはドライバーズチャンピオンシップで2位でフィニッシュし、フェラーリドライバーのフェルミンベレスの2ポイント後ろだった。 

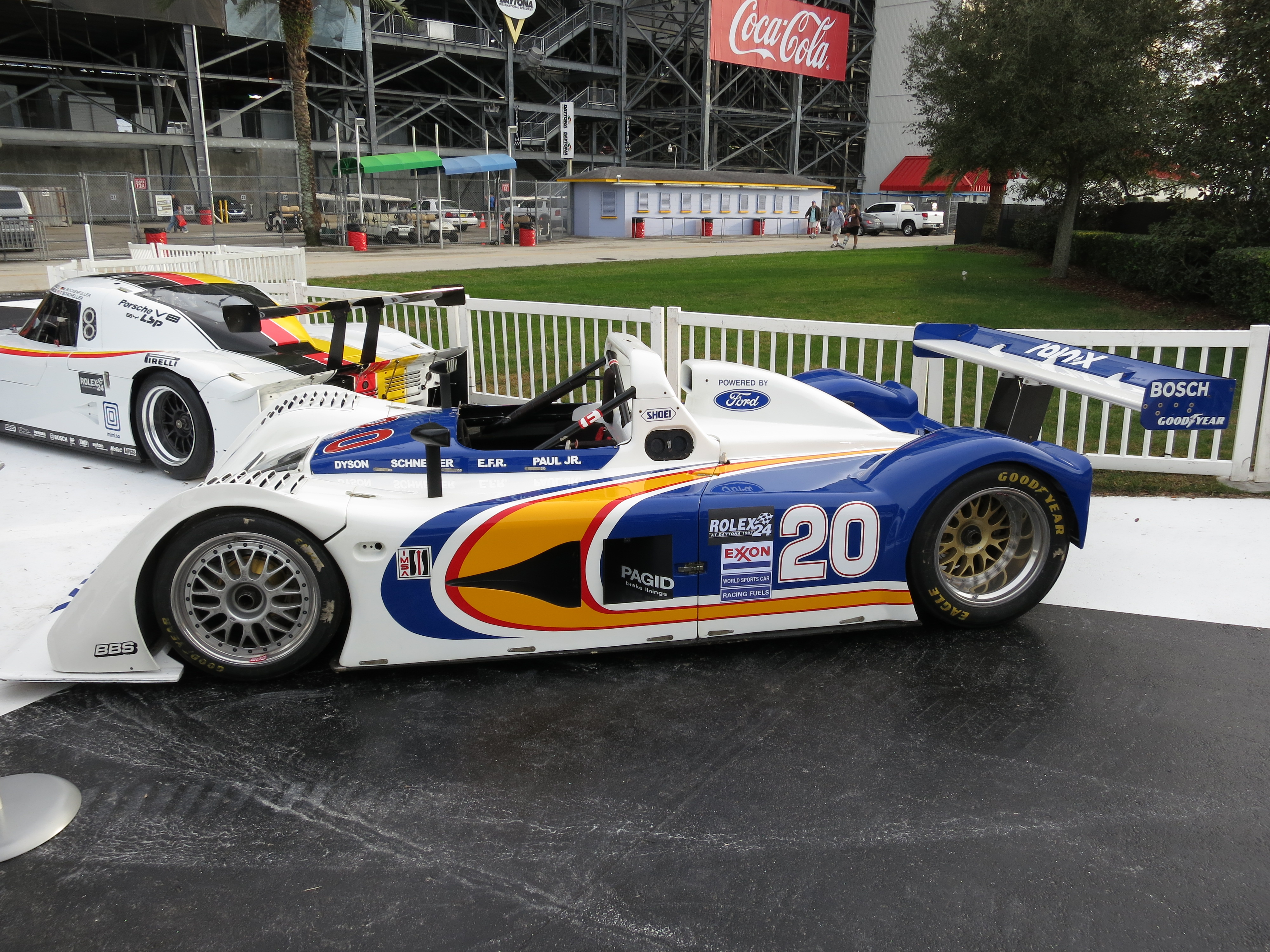
1997年 デイトナ24時間レース

デビューシーズンが成功した後、いくつかのチームが1996年にMkIIIを購入した。ゼネラルモーターズは、ライリーアンドスコットが支援するドイルレーシングのオールズモビルオーロラV8エンジンを推進した。ダイソンは2台のエントリーだった。ドイルレーシングは、デイトナ24時間レースとセブリング12時間レースの両方で優勝し、MkIIIとオールズモビルの組み合わせの可能性をすぐに示した。様々なフェラーリ、ライリーアンドスコットチームとシーズンを通して戦ったドイルは、ダイソンレーシングが3連勝でシーズン終える前、さらに2つのレースで優勝した。ドイルレーシングのウェイン・テイラーはWSCドライバーズチャンピオンを獲得し、オールズモビルはマニュファクチャラーズチャンピオンを獲得することができた。ドイルのMkIII-オールズモビルはヨーロッパに飛んで、ル・マン24時間レースに参加した。チームは9位で予選を通過したが、トランスミッションのトラブルにより、14時間後にクルマはリタイアを余儀なくされた。 
1997年シーズン、ライリーアンドスコットが、デイトナ24時間レースを2年連続の優勝を収めた。今回は、ダイソンレーシングが勝った。フェラーリはセブリング12時間レースで優勝したが、ダイソンは残りの9レースで5勝を挙げて、WSCクラス、チームチャンピオンシップを獲得した。 ダイソンのブッチ・ライツィンガーがドライバーズチャンピオンシップを獲得し、フォードがマニュファクチャラーズチャンピオンを獲得した。

### 1998 – 2000
1998年シーズンはMkIIIが開花した年だった。ダイソンレーシング以外に、マシューズ-コルッチレーシング、インタースポーツレーシング、トランスアトランティックレーシングが加わり、IMSA GTだけでなく、新たに米国ロードレーシングチャンピオンシップ（USRRC）も開催された。ライリーアンドスコットはUSRRCで3年連続でデイトナ24時間レースに勝つことは出来なかったが、ダイソンレーシングは次の3レースに勝ち 、チームチャンピオン、フォードのメーカーチャンピオン、ジェームズウィーバーのドライバーズチャンピオンを獲得した。 IMSA GTでは、ダイソンが3つのレースで優勝し 、ブッチライツィンガーで2年連続のドライバーズチャンピオンと、フォードのコンストラクターズチャンピオンを獲得したが、ドイルリシ・レーシングがチームチャンピオンシップを獲り、ダイソンは2位だった。ライリーアンドスコットの4回目の優勝は、 BMWがサポートするイタリアのチーム、ラファネッリによって達成された。このチームはヨーロッパの国際スポーツレーシングシリーズ（ISRS）でMk IIIを使用し、ライリーアンドスコットヨーロッパがサポートする3チームの1つでもあった。フランスのソリューションFチームは、南アフリカ、キャラミ で北米以外で初優勝し、チームチャンピオンシップは3位になった。
1999年、ライリーアンドスコットは改良版のMk III シリーズ2を発売し、USRRCでマシンはすぐにデイトナ24時間レースで優勝した。USRRCシーズンは3レースが行われたが、シーズンの残りがキャンセルされたため、ダイソンのドライバーであるブッチ・ライツィンガーとエリオット・フォーブス・ロビンソンがチャンピオンになった。  IMSA GT選手権も、この年からアメリカン・ルマン・シリーズ（ALMS）に置き換えられた。ダイソンはALMSの開幕戦、セブリング12時間レースで、優勝したBMWモータースポーツからわずか9秒遅れだった。チーム・ラファネリはこれに続いて、次のロードアトランタで勝利した。 ALMSシーズンの残りはBMWとパノスが支配したが、ダイソンレーシングの安定したフィニッシュにより、エリオット・フォーブス・ロビンソンがUSRRCに続きドライバーズチャンピオンを獲得した。
北米以外では、MkIIIはあまり成功できなかった。ISRSはスポーツ・レーシング・ワールドカップ(SRWC)に改名されたが、ターゲット24、ソリューションF、RWSモータースポーツはいずれもレースに勝つことができなかった。ソリューションFは、ル・マン24時間レースで、日本のオートエグゼ・チーム（オートエグゼ  LMP99と改名）として、他の2台のMkIIIと参戦した。しかし、わずか74周で3台すべてがリタイアした。 オートエグゼのLMP99はルマン・富士1000kmにも参戦。しかしレース中に燃料切れを起こしリタイアした。
2000年、ライリーアンドスコットは、ゼネラルモーターズと提携してMkIIIから新型キャデラック・ノーススター LMPプログラムに移った。その為Mk IIIのアップグレードがほとんど無かったが、マシンは依然として強力だった。 USRRCが解散した後、ロレックス・スポーツカー・シリーズが結成された。ダイソンレーシングはロレックスシリーズに参戦したが、ジャッドV10エンジンを搭載したMk IIIを使用した新チームのロビンソンレーシングは、第2戦で優勝することができた。ロビンソンはさらに勝利が追加したが、シーズン後半、ダイソンの4回の勝利により、チームチャンピオンシップを再び獲得し 、ジェームズウィーバーはドライバーチャンピオンシップを獲得した。 ロビンソンレーシングは、チームチャンピオンシップで3位になった。 ALMSでは、ダイソンは参戦しないことを選択し、ドイツのポールチームがライリーアンドスコットの参戦チームだった。チームの最高の結果は8位フィニッシュだったが、ヨーロッパラウンドの後、チームはシーズンの残りの期間、参戦しないことを決めた。SRWCでは、2つのイタリアチームがライリーアンドスコットで参戦した。ジャッドV10エンジンを使用するR＆M Mk IIIは、ホームレースのモンツァで優勝した 。しかし残りのシーズンは信頼性の問題により、チームチャンピオンシップで5位になった。

### 2001 – 2005
2001年、オリジナルのMkIIIの寿命が近づいていた。しかし4月にライリーアンドスコットのプログラムが活性化された。キャデラックチームの運営していた1年を終えたライリーアンドスコットは、Mk IIIの開発に戻り、最新の進化を遂げた。ダイソンは最初のMkIII Cを受け取るが、ロレックスシリーズにとどまるのではなく、アメリカンルマンシリーズのセブリング12時間レースでデビューした。新車は初戦で5位フィニッシュしたが、ミッドオハイオで表彰台を獲得し、パフォーマンスを一気に向上させた。ロレックスシリーズでは、ダイソンはホームステッド-マイアミスピードウェイで勝利を収めたが、ダイソンとロビンソンレーシングが最初は旧型のMk IIIを使用したが、ロビンソンレーシングはワトキンスグレン6時間レースに間に合うように2台目の新型Mk IIICを受け取った。しかし、練習中クラッシュし、長い修復が必要だった。ダイソンはまだ旧型で戦えることを証明し、さらに4レースで勝利した。ロビンソンのダメージを受けたMkIII Cは、シーズン最終戦までに修復することができ、結果3位でフィニッシュした。代替機のMkIIIでも、ダイソンはチームチャンピオンを獲得し、ジェームスウィーバーは2年連続ロレックスシリーズ、ドライバーズチャンピオンを獲得した。
2002年シーズンの初めまでに、ライリーアンドスコットは所有者のレイナードの破産により解散し、ライリー・テクノロジーズがMk III Cの管理を引き継いだ。さらに2つのシャーシが完成し、IntersportRacingとライリーが支援するJimMatthewsRacingが新たに加わった。ただし、ダイソンは2002年にMk III Cの使用を継続せず、代わりに旧型のMkIIIをもう一度使用することを選択した。しかし、ダイソンが旧型に戻るという選択は、チームがロレックスシリーズで勝利し、シーズンの途中で4連勝したため、パフォーマンスを妨げることは無かった。ダイソンはまた、ALMSもMk IIIで参戦し、セブリング12時間レースを含め、最高位4位でフィニッシュしたが、後にMkIIIをMG-ローラ・EX257に置き換えることを選択した。ロレックスシリーズではMkIIIを走らせ、最終戦で勝利を収めた。クリス・ダイソンはディディエ・セイスに次ぐドライバーズチャンピオンシップで2位、ダイソンレーシングはドランレーシングを2ポイント上回り、チームチャンピオンを獲得した。ロレックススポーツカーシリーズの新しい規定が2002年に発表され、Mk IIIは2003年以降は参戦できなくなった。そのため、最終戦のデイトナフィナーレでのダイソンレーシングの勝利は、オリジナルのMkIIIが獲得した最後の勝利となった。
Mk III Cは勝利は無かったが、ロレックスシリーズとALMSの両方で表彰台を獲得した。ロビンソンレーシングはロレックスで2回3位でフィニッシュし、ライリーレーシングはセブリング12時間レースで3位でフィニッシュした。ライリーアンドスコットはヨーロッパに戻り、ル・マン24時間レースで最新のMk III Cで参戦したが、レースの13時間後にエンジントラブルのため、またも完走ができなかった。
2003年、ライリー・テクノロジーズが新しいデイトナ・プロトタイプの開発に集中したため、Mk III Cの開発は終了したが、Mk III Cは、アメリカンルマンシリーズで、いくつかのチームによって引き続き使用された。アメリカンスピリットレーシングはリンカーンバッジのV8エンジンで、フルシーズン参戦し、ラグナセカで最高位5位に入った。インタースポーツレーシングとジムマシューズレーシングも一部のALMSラウンドに参戦したが 、ルマンでの2つの異なるレースにも出場した。マシューズの車はル・マン24時間レースに出場したが、前年と同様に15時間後にエンジンが故障した。インタースポーツはその年の後半ルマン1000kmに参戦したが、わずか1時間後にクラッチの故障でリタイアした。
2004年、アメリカンルマンシリーズではMk III Cは2レースしか走らなかった。インタースポーツレーシングと新たなオートコンモータースポーツが走り、後者はセブリング12時間レースで7位でゴールした。オートコンは年末に復帰したが、プチ・ル・マンを完走できなかった。
2005年、ALMSでオートコンはMk III Cでのレースが増えたが、チームは7位が最高だった。  シーズン最後のレースであるラグナセカが、Mk IIIの最後のレースになった。

## バリエーション

### ラファネリ Mk III
1998年、イタリアチームのラファネリは最初にMk IIIにBMWV8エンジンで1999年にBMW・V12 LMでの準備の為に参戦した。ラファネリがBMWのサポートチームはシュニッツァー・モータースポーツに置き換えられた後、ラファネリは2台目のシャーシの＃014用にジャッドGV4,V10エンジンを購入した。ライリーアンドスコットは当時、Mk IIIのシリーズ2アップグレードを開発していたが、ラファネリの設計チームは、1999年にチームが参戦を計画しているアメリカンルマンシリーズに合うように自分の車を改造した。
Mk IIIからの変更点は、主に空力であり、ボディワークのノーズとリアテールに集中していた。ラファネリ・MkIIIのノーズは、標準的な車で使用されている角度ではなく、水平スプリッターに溶け込む微妙なカーブを特徴としていた。ノーズ下部の中央のエアインテークは外側に拡張され、車のノーズと同じ高さではなく垂直に配置された。 リヤでは、テールを標準ボディワークよりもさらに引き延ばし、リヤウイングも新デザインを採用。リアフェンダーフレアも前方に延長され、ボディワークの形状の変化が長くなった。
ラファネリ・MkIIIは、1999年のアメリカンルマンシリーズで常に競い合い、アトランタで優勝した。これは、アメリカンルマンシリーズでMkIIIが勝った唯一の勝利となった。チームラファネリは、チームチャンピオンシップで6位で終えた後、翌年にMk IIIから、ローラ・B2K / 10プロトタイプを購入することを決定した。

### R＆M SR01
イタリア人のPaoloRadiciとFabioMontaniは、1996年にTarget 24チームを設立し、同じ年にオリジナルのMkIIIシャーシ1台でレースをした。シリーズ2のMk IIIシャーシは1999年にモンターニによって購入され、チームは2000年に再編成され、R＆Mになった。チームはMk III ジャッドGV4 V10エンジンで、 FIAスポーツカー選手権に参戦し1勝した。しかし他チームとの競争の激化と、2000年と2001年のシーズン中にライリーアンドスコットからMk IIIのアップグレードがなかったため、チームはMk IIIを独自の改良をするプロジェクトを開始した。
2001年シーズンの半ばに開始されたSR01プロジェクトは、MkIIIの鋼管パイプフレームとカーボンシャーシの混合に代わる、全く新しいカーボンファイバーモノコックの製作が行われた。ただし、Mk IIIの構造の要素は保持されているため、パーツをMkIIIからSR01に簡単に移植できる。 SR01のリア構造もジャッド・GV4エンジンを中心に再設計され、R＆M設計のディファレンシャルが標準ユニットに取って代わった。フロントボディワークにもいくつかのエアロダイナミクスの改善が行われた。
R＆MのSR01は、2002年FIAスポーツカー選手権で競い合い、最高3位に入賞し、チームチャンピンシップ3位でフィニッシュした。 

### ロビンソン Mk III C

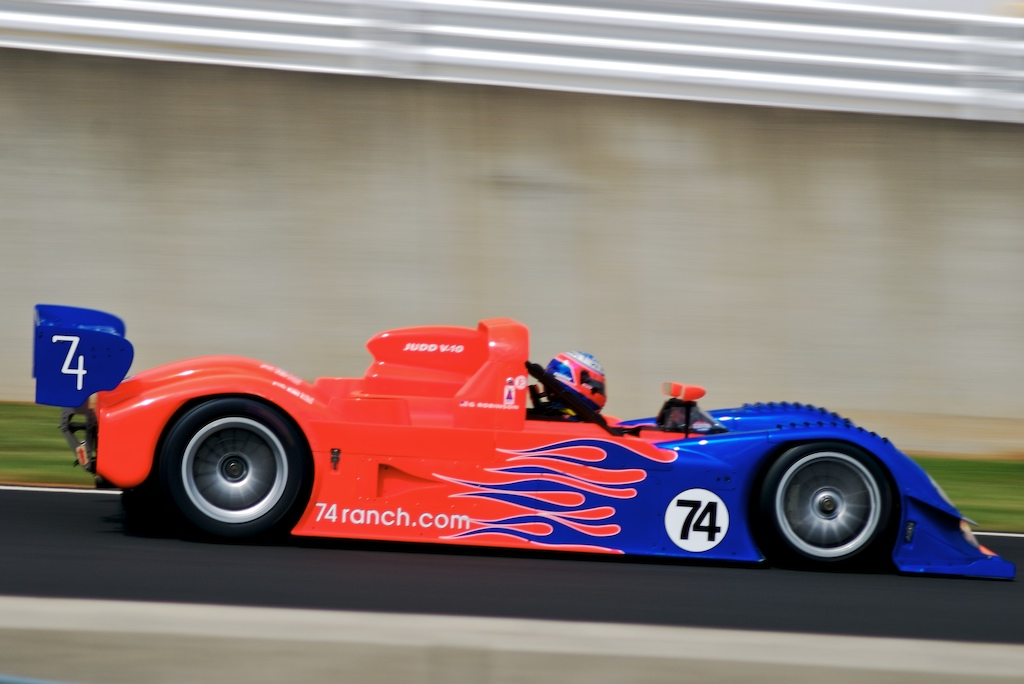
ロビンソン・レーシング Mk III C-ジャッド

2001年にMkIII Cがデビューしたとき、ロビンソンレーシングは最初のカスタマーの1チームでであり、シャーシ＃001を購入し、ジャッドエンジンを搭載し、ロレックススポーツカーシリーズに参戦した。車は、テスト中の事故の後、シーズン最終戦まで参戦しなかった。 チームはMkIII Cのパフォーマンスに満足せず、オフシーズン中にMk IIICの設計の変更を開始した。カーデザイナーのジョンミルズは、マシンの空力の改善ためにロビンソンレーシングに雇われた。
ミルズの設計の一環として、車のフロントエンドは、2つの問題を解決するために全く新しいボディワークに置き換えられた。フロントラジエーターを取り外し、ボディワークを開いて、浅いノーズの両側に2つの広い溝を確保した。これらの溝は、新たにラジエーターが配置された車の側面に冷却空気を供給した。これにより、車の直線速度が向上するだけでなく、ラジエーターの冷却能力も向上した。車の後部も設計変更し、特に排気システムの再配置をした。車の後部から排気は後輪アーチの前部に取り付けられたタワーから垂直に排出されるようになった。ロビンソンレーシングのMkIII Cは、2002年グランダムシリーズ、デイトナ24時間レースでデビューしたが、ギアボックスのトラブルでリタイヤした。そのシーズンは他の3戦に出場し、最高3位を2回獲得した。 2003年以降、SRPクラスはロレックススポーツカーシリーズに参戦できなくなり、ロビンソンのMk III Cはレースから引退した。ロビンソンレーシングの改造されたMkIII Cは、現在もヒストリックモータースポーツイベントに参加している。車は現在古いGV4からより大きなジャッド製5.0L GV5に変わり走っている。 